# M. W. Talbot
M. W. Talbott va ser un jugador de rugbi britànic que va competir a cavall del segle xix i el segle xx. El 1900 va prendre part en els Jocs Olímpics de París, on guanyà la medalla de plata en la competició de rugbi, com a integrant de l'equip Moseley Wanderers RFC, que exercia d'equip nacional en aquesta competició.